# OpenVPN
OpenVPN是一个用于创建虚拟私人網絡加密通道的软件包，最早由James Yonan编写。OpenVPN允许建立的VPN使用公开密钥、電子證書、或者用户名／密碼来进行身份验证。
它大量使用了OpenSSL加密库中的SSL/TLS协议函数库。
目前OpenVPN能在Solaris、Linux、OpenBSD、FreeBSD、NetBSD、Mac OS X与Microsoft Windows以及Android和iOS上运行，並包含了许多安全性的功能。它不与IPsec兼容。

## 原理
OpenVPN的技术核心是虚拟网卡，其次是SSL协议实现。

### 虚拟网卡
在OpenVPN中，如果用户访问一个远程的虚拟地址（属于虚拟网卡配用的地址系列，区别于真实地址），则操作系统会通过路由机制将数据包（TUN模式）或数据帧（TAP模式）发送到虚拟网卡上，服务程序接收该数据并进行相应的处理后，会通过SOCKET从外网上发送出去。这完成了一个单向传输的过程，反之亦然。当远程服务程序通过SOCKET从外网上接收到数据，并进行相应的处理后，又会发送回给虚拟网卡，则该应用软件就可以接收到。

### 加密
OpenVPN使用OpenSSL库来加密数据与控制信息。这意味着，它能够使用任何OpenSSL支持的算法。它提供了HMAC功能以提高连接的安全性。此外，OpenSSL的硬件加速也能提高它的性能。2.3.0以後版本引入PolarSSL。

## 功能

### 身份验证
OpenVPN提供了多种身份验证方式，用以确认连接双方的身份，包括：
- 预共享密钥
- 数字证书
- 用户名／密碼组合

预共享密钥最为简单，但它只能用于建立点对点的VPN；基于PKI的第三方证书提供了最完善的功能，但是需要额外维护一个PKI证书系统。OpenVPN2.0后引入了用户名／口令组合的身份验证方式，它可以省略客户端证书，但是仍需要一份服务器证书用作加密。

### 功能与端口
- OpenVPN所有的通信都基于一个单一的IP端口，默认且推荐使用UDP协议通讯，同时也支持TCP。IANA（Internet Assigned Numbers Authority）指定给OpenVPN的官方端口为1194。OpenVPN 2.0以后版本每个进程可以同时管理数个并发的隧道。OpenVPN使用通用网络协议（TCP与UDP）的特点使它成为IPsec等协议的理想替代，尤其是在ISP（Internet service provider）过滤某些特定VPN协议的情况下。
- OpenVPN连接能通过大多数的代理服务器，并且能够在NAT的环境中很好地工作。
- 服务端具有向客户端“推送”某些网络配置信息的功能，这些信息包括：IP地址、路由设置等。
- OpenVPN提供了两种虚拟网络接口：通用TUN/TAP驱动，通过它们，可以建立三层IP隧道，或者虚拟二层以太网，后者可以传送任何类型的二层以太网络数据。
- 传送的数据可通过LZO算法压缩。 但傳輸時使用lzo壓縮將遭受VORACLE威脅而暴露傳輸資料，官方預設不使用也不建議開啟此功能。[9]

### 安全性
OpenVPN与生俱来便具备了许多安全特性：它在用户空间运行，无须对内核及网络协议栈作修改；初始完毕后以chroot方式运行，放弃root权限；使用mlockall（页面存档备份，存于）以防止敏感数据交换到磁盘。
OpenVPN通过PKCS#11支持硬件加密标识，如智能卡。

## 版本

### 社群版本OpenVPN Community
伺服器端：需使用者自行下載原始碼編譯、安裝。
使用者端：使用OpenVPN Connect，支援Windows、Linux、Android與iOS。

### 商業版本OpenVPN Access Server
伺服器端使用與社群版本相同的OpenVPN程式碼，但在上層建置易於操作的網頁式介面。
商業版本提供無限期2個VPN連線授權可免費試用。
商業版提供下列三種安裝方式：
1. 軟體套件，支援Ubuntu、Debian、Redhat、CentOS。
2. 虛擬機映像檔，支援ESXi 5.0與Microsoft Hyper-V。
3. 雲端服務佈署，支援Amazon AWS、Microsoft Azure、Google GCP、Digital Ocean droplets與ORACLE VPC。

### OpenVPN Cloud
提供使用者直接租用官方架設的OpenVPN Access Server，適用於不想自行安裝管理主機的企業用戶租用。

### Private Tunnel
提供僅需要使用VPN通道服務的個人用戶直接租用。

## 受中国大陆的限制
由于OpenVPN通讯协议特征明显，当从中国大陆向境外OpenVPN服务器传输大量数据或进行频繁连接后，防火长城会封锁OpenVPN服务器所使用的TCP/UDP端口或服务器IP地址，使OpenVPN无法连接。而在敏感时期则会针对OpenVPN服务器回送证书完成握手创建有效加密连接时干扰连接，在使用TCP协议模式时握手会被连接重置，而使用UDP协议时含有服务器认证证书的数据包会被故意丢弃，使OpenVPN无法创建有效加密连接而连接失败。而在中国大陆内部的连接不受这种限制。

## 伪装的改进
- Stunnel，通过使用Stunnel转发OpenVPN流量以消除OpenVPN的协议特征，达到提供安全保护与流量伪装的目的（通常将Stunnel设置于443端口伪装成Web网站）。
- KCPtun[11]，使用KCPtun将OpenVPN流量转为UDP流量传输，也可以消除OpenVPN的协议特征。
- SSH，使用SSH创建隧道转发OpenVPN流量，但SSH会暴露自身协议特征[12]，故这种方式已被淘汰。